# Hochälpele-Weißenfluh-Gruppe
Die Hochälpele-Weißenfluh-Gruppe ist eine Gebirgsgruppe im österreichischen Bundesland Vorarlberg.
In der internationalen vereinheitlichten orographischen Einteilung der Alpen (SOIUSA) ist sie eine von 13 Untergruppen des Bregenzerwaldgebirges.

## Einordnung
| Einordnung nach SOIUSA | Einordnung nach SOIUSA | Einordnung nach SOIUSA          |
| ---------------------- | ---------------------- | ------------------------------- |
| Teil                   | II                     | Ostalpen                        |
| Sektor                 | II/B                   | Nördliche Ostalpen              |
| Abschnitt              | 22                     | Bayerische Alpen                |
| Sektor                 | 22/A                   | Allgäuer und Bregenzer Alpen    |
| Unterabschnitt         | 22.I                   | Bregenzerwaldgebirge            |
| Obergruppe             | 22.I.A                 | Westliches Bregenzerwaldgebirge |
| Gruppe                 | 22.I.4                 | First-Hochälpele-Geißkopf-Kette |
| Untergruppe            | 22.I.4.b               | Hochälpele-Weißenfluh-Gruppe    |

## Lage, Umgrenzung und Geologie
Die Hochälpele-Weißenfluh-Gruppe liegt zwischen dem Dornbirner First und den Lorenabergen und wird im Westen von der Dornbirner Ach und im Osten von der Bregenzer Ach begrenzt. Die Grenze erfolgt im Uhrzeigersinn entlang der Linie Losenpass (Bödele) – Losenbach – Bregenzerach – Rotenbach–Hottersattel–Ahornbach–Müselbach–Gunzenach/Kobelach–Dornbirner Ach–Rheintalebene bei Dornbirn bis zur Gemeinde Schwarzach – Schwarzach Fluss (Schwarzachtobel) –  Stauder Bach – Winsauer Bach – Bödelesee – Losenpass. Der Losenpass stellt die Verbindung zu den Lorenabergen her, der Hottersattel die Verbindung zum Dornbirner First. Geologisch gehört die Berggruppe größtenteils zur nördlichen Vorarlberger Flyschzone. Die Dornbirner Ach ist die Begrenzung zu den Schuttannenbergen. Die Bregenzer Ach ist die Begrenzung zum Winterstaudenkamm.
|                                        | Lorenaberge      |                   |
| Vorarlberger Rheintal Schuttannenberge |                  | Winterstaudenkamm |
|                                        | Dornbirner First |                   |

## Gipfel und Sättel
Die Berggruppe besteht von Norden nach Süden aus folgenden Sätteln und Gipfeln:
| Untergruppe                           | Gipfel/Sattel       | Höhe m ü. A. | Anmerkung                   |
| ------------------------------------- | ------------------- | ------------ | --------------------------- |
| 22.I.4.b Hochälpele-Weißenfluh-Gruppe | Losenpass           | 1139         | Bödele                      |
| 22.I.4.b Hochälpele-Weißenfluh-Gruppe | Hochälpelekopf      | 1463         | Bergstation Hochälpele-Lift |
| 22.I.4.b Hochälpele-Weißenfluh-Gruppe | Gschwendtner Sattel | 1266         | Gschwendt Alpe              |
| 22.I.4.b Hochälpele-Weißenfluh-Gruppe | Gräsakopf           | 1355         |                             |
| 22.I.4.b Hochälpele-Weißenfluh-Gruppe | Weißenfluhsattel    | 1252         |                             |
| 22.I.4.b Hochälpele-Weißenfluh-Gruppe | Weißenfluh          | 1367         | Weißenfluh Alpe             |
| 22.I.4.b Hochälpele-Weißenfluh-Gruppe | Hottersattel        | 1243         |                             |

Für den Wintersport bedeutend ist auch der 1370 m hohe Lank, ein Berg 900 m nordwestlich des Hochälpelekopfes. Morphologisch ist er kein eigenständiger Berg, sondern ein Ausläufer des Hochälpelekopfes.

## Geschichte
Der Losenpass war schon früh ein Saumweg vom Vorarlberger Rheintal in den Bregenzerwald. Das Gebiet wurde landwirtschaftlich mit Vorsäßen und Alpen genutzt. Um 1900 erwarb der Textilfabrikant Otto Hämmerle das Vorsäß Oberlose am Bödele mit 12 Hütten. Er wollte das Bödele neben der Alpwirtschaft durch den Bau eines Hotels zu einem kleinen Fremdenverkehrszentrum ausbauen.
Im Jahre 1902 wurde mit dem Bau begonnen. Es entstanden Ställe für 60 Kühe mit Sennereigebäude. Die frei gewordenen Vorsäßhütten baute er zu Ferienhäusern um, ohne das äußere Erscheinungsbild zu verändern. Bereits 1907 gab es in Lank einen Schlittenlift. Es war die weltweit erste motorisierte Aufstiegshilfe für Wintersportler. 1950 wurde hier ein Schlepplift für Skifahrer gebaut. Durch die Klimaerwärmung ist das Skigebiet zunehmend gefährdet.

## Tourismus
Das Gebiet ist vor allem als Skigebiet bekannt, im Sommer ist es ein beliebtes Wandergebiet mit bewirtschafteten Berghütten und Alpen.
- Lustenauer Hütte, 1250 m ü. A.[6]
- Bregenzer Hütte, 1290 m ü. A.[7]
- Hochälpelehütte, 1467 m ü. A.[8]
- Alpe Weißenfluh, 1367 m ü. A.[9]

## Bilder

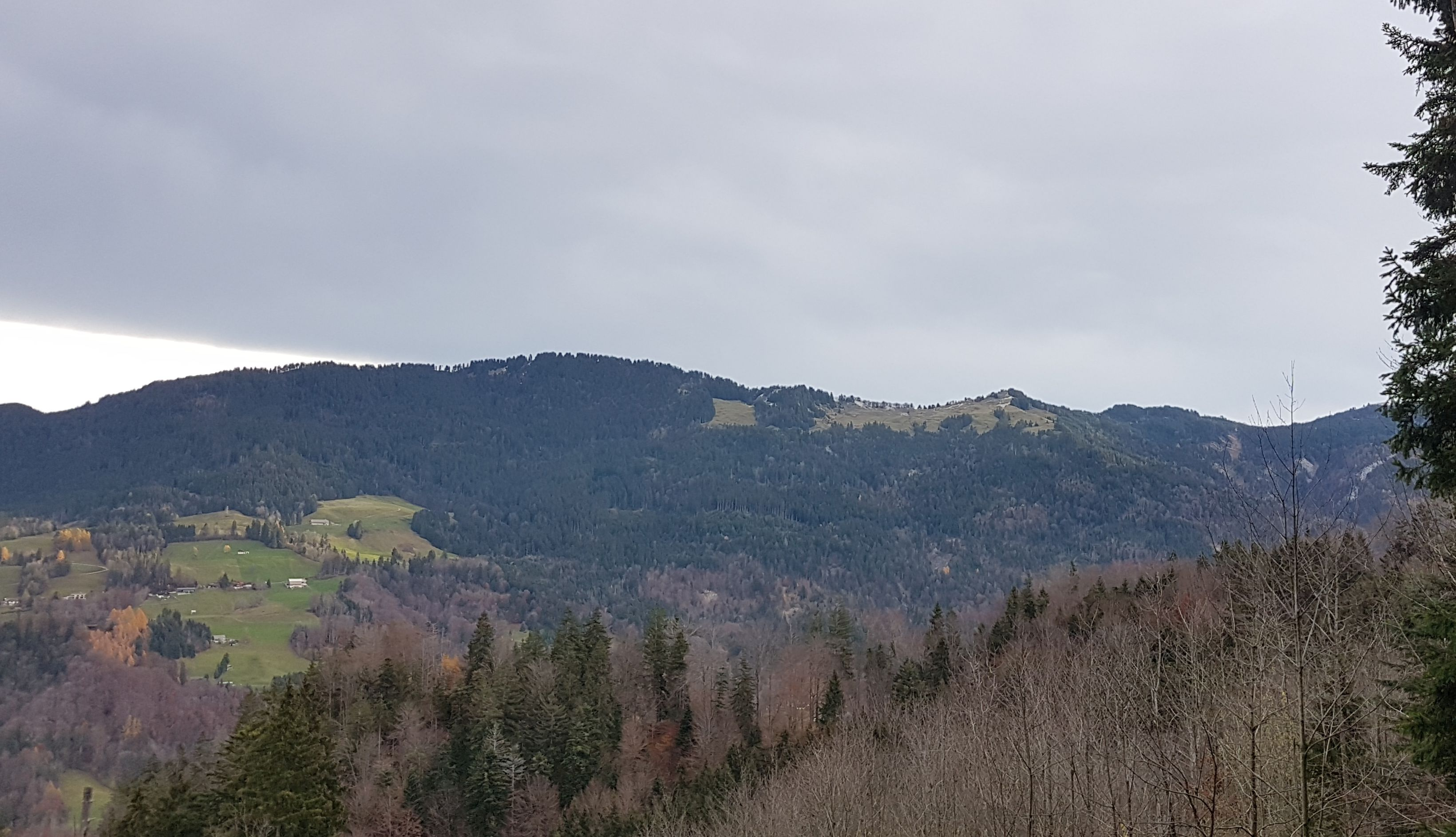
Kehlegg, Lank, Hochälpelekopf, Gschwendtsattel, Gräsakopf
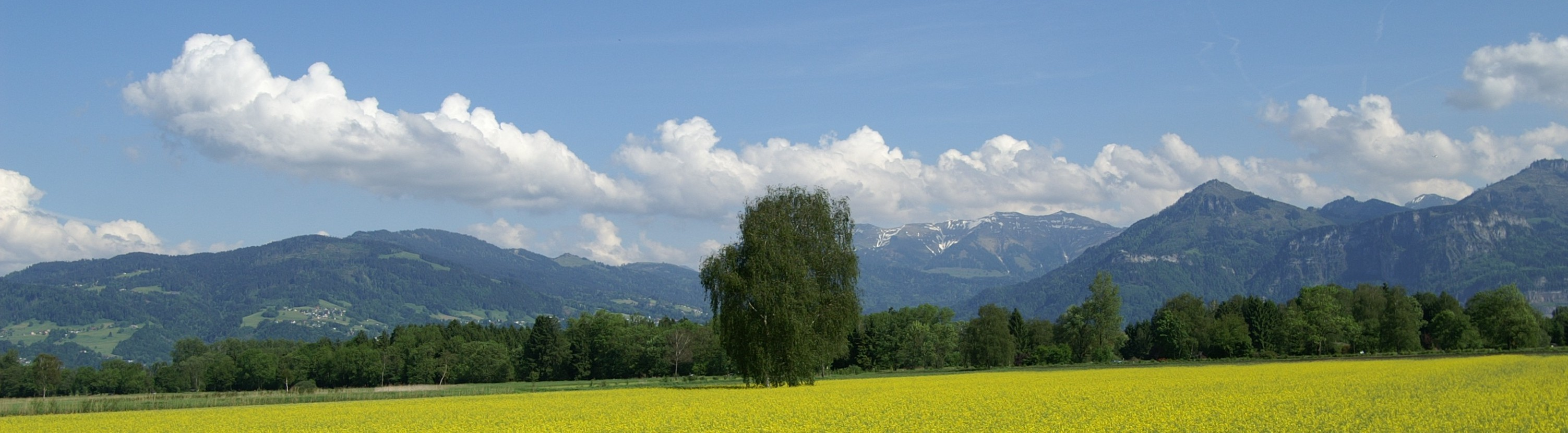
Links die Hochälpele-Weißenfluh-Gruppe, in der Mitte der Dornbirner First, rechts die Schuttannenberge
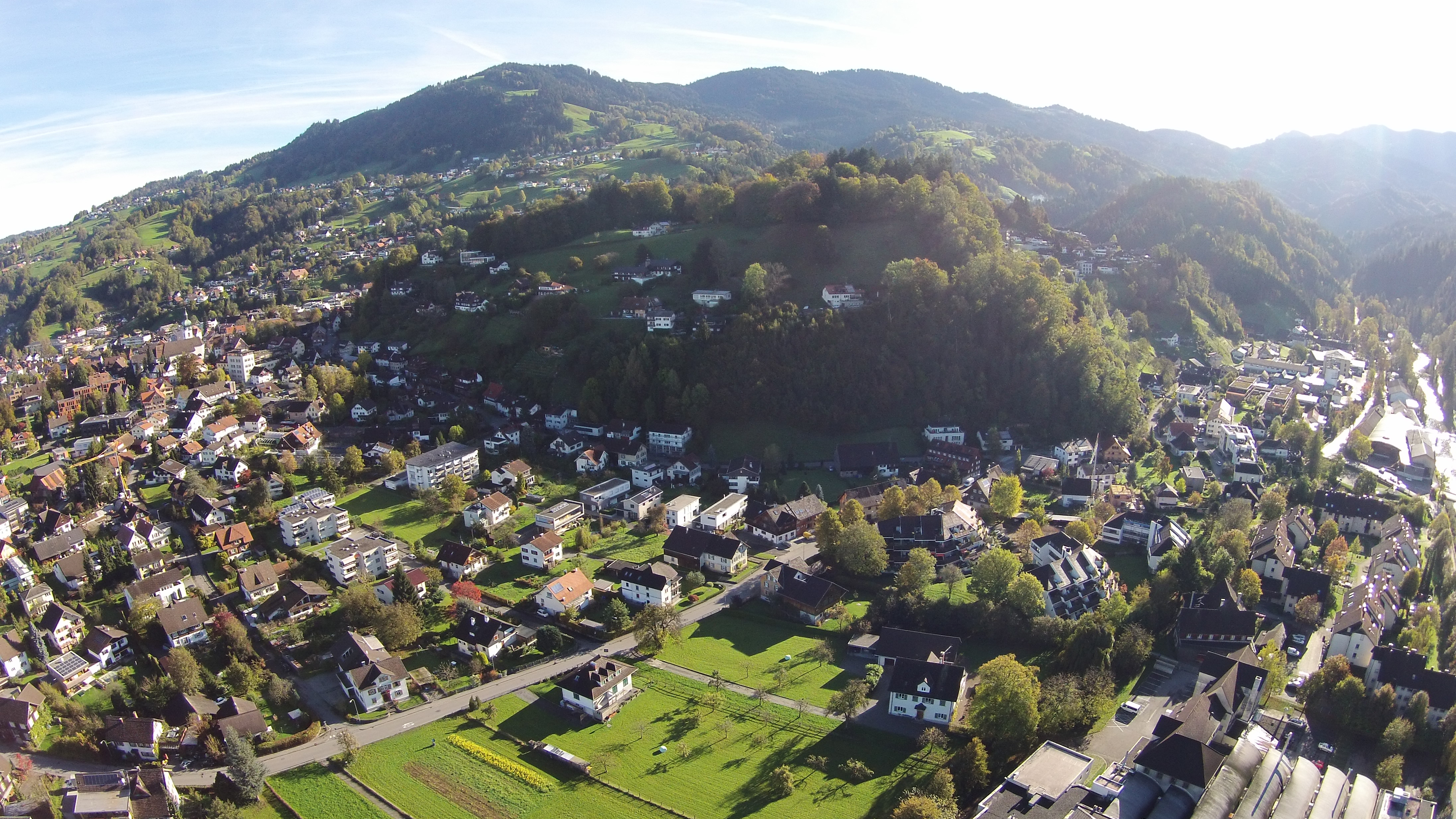
Hochälpele-Weißenfluh-Gruppe von Dornbirn aus
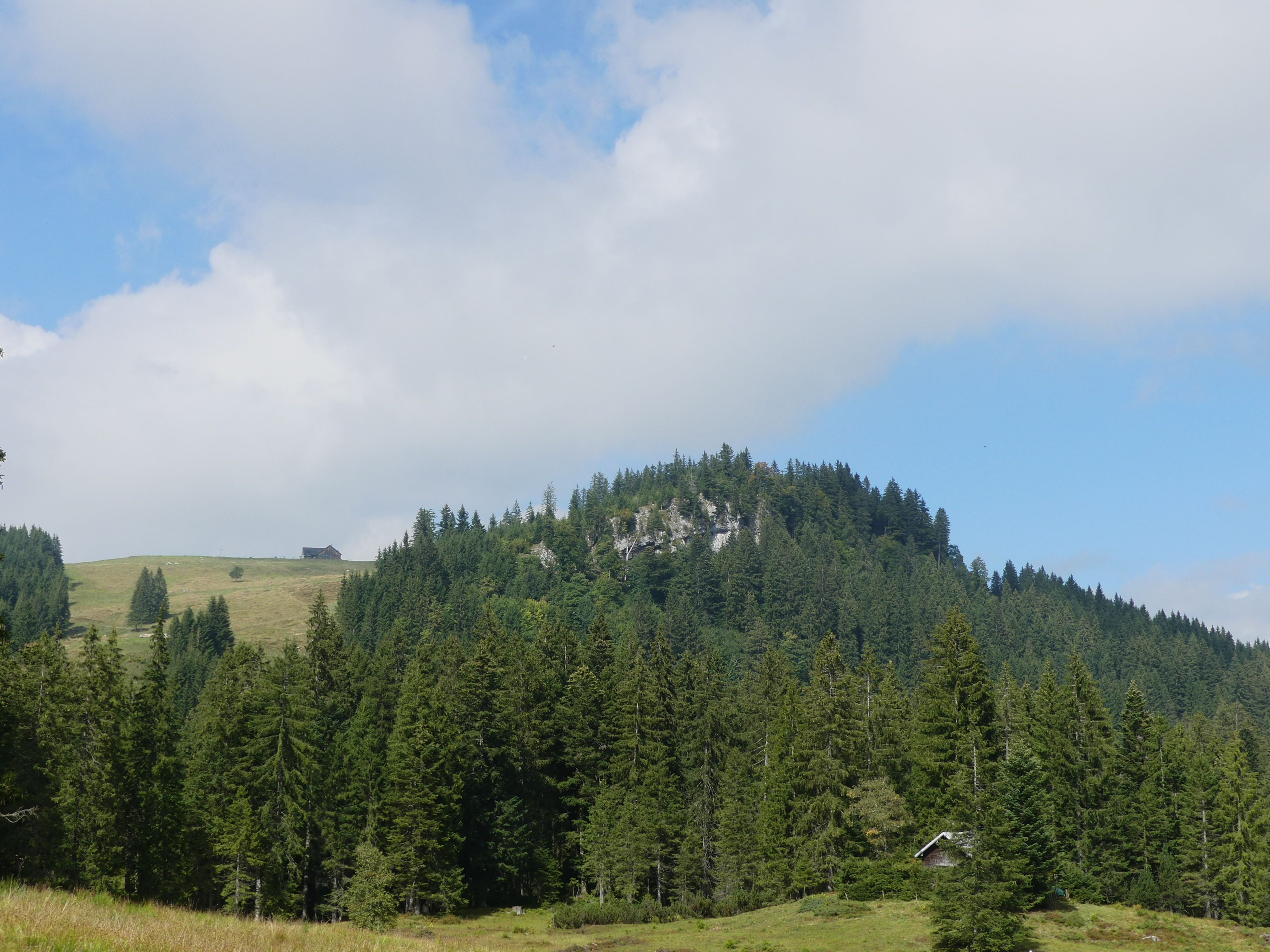
Weißenfluh von Hotter aus
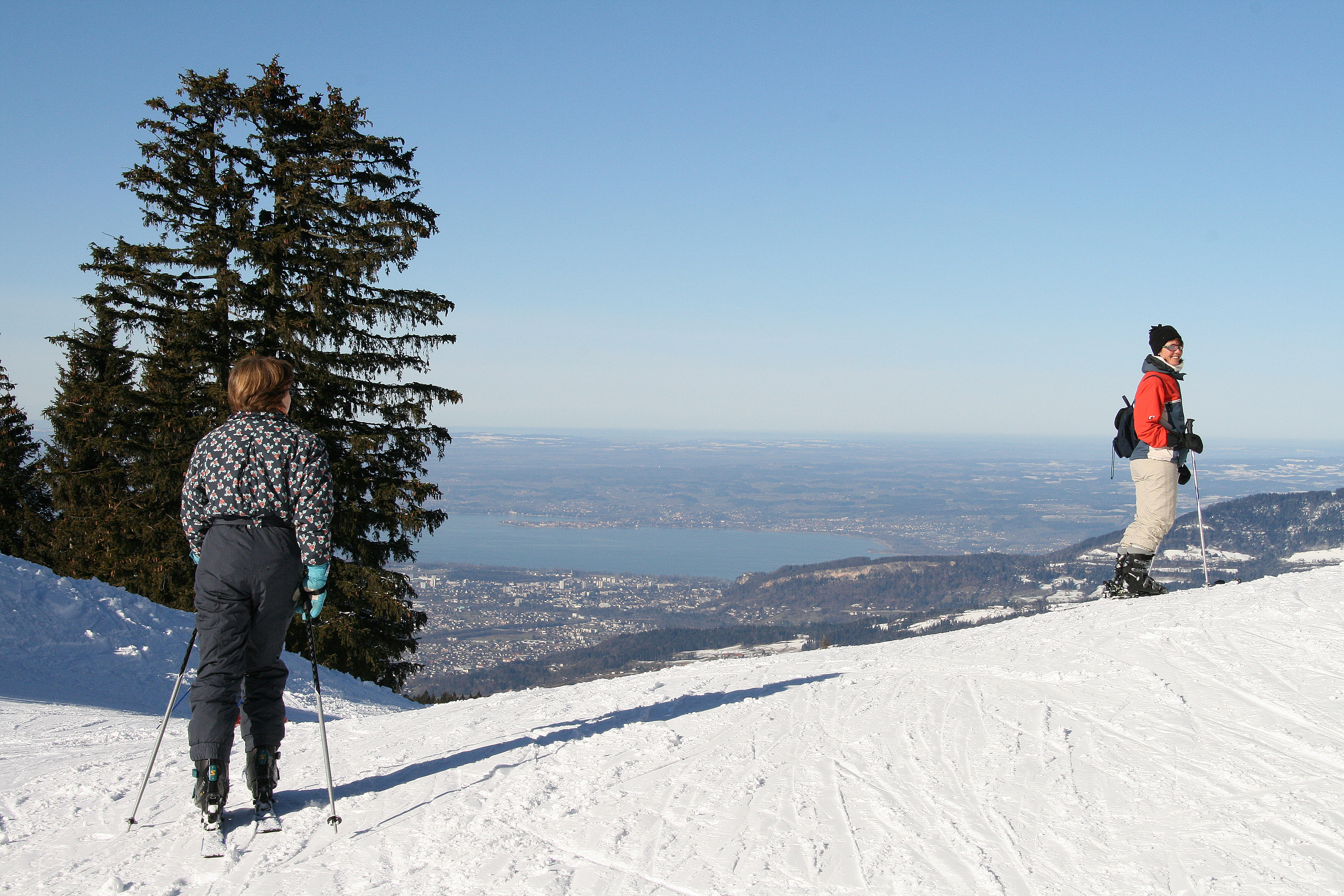
Blick vom Lank Richtung Bodensee